# Teliciteit
Teliciteit is een eigenschap van afzonderlijke werkwoorden of van zinnen of zinsdelen met een werkwoordsvorm, met behulp waarvan wordt uitgedrukt dat de beschreven handeling in zeker opzicht voltooid is. Het tijdstip van voltooiing kan zowel in het verleden, heden als de toekomst liggen. 
Teliciteit wordt vaak gezien als een grammaticaal aspect, aangezien de voltooiing van de handeling over het algemeen als een vooraf gesteld doel kan worden opgevat. Bij ateliciteit is dit doel-aspect niet of althans veel minder duidelijk aanwezig. In sommige talen zoals het Fins en Pirahã is de afbakening tussen teliciteit en ateliciteit als verschillende aspecten scherper dan in andere. 

## De "teliciteitstest"
Telische zinsdelen worden met name onderscheiden van atelische doordat ze worden gecombineerd met verschillende tijdsbepalingen. Telische zinsdelen worden bijvoorbeeld vooral gecombineerd met bepalingen van het type "binnen een uur / een half uur", enz. Atelische zinsdelen worden gecombineerd met bepalingen zoals "gedurende een uur" (in het Engels wordt dit de time-span # time-frame test genoemd). Soms kan (in ieder geval in het Nederlands) in dit verband met behulp van dezelfde tempus (bijvoorbeeld de voltooid tegenwoordige tijd) zowel teliciteit als ateliciteit worden uitgedrukt. Bijvoorbeeld:  
- Het huis is/werd binnen een maand gebouwd (is / werd gebouwd is telisch; het huis is af op het moment van spreken).
- Het huis is/werd gedurende een maand gebouwd (is / werd gebouwd is atelisch; het huis is nog niet af op het moment van spreken).

In het tweede voorbeeld heeft gebruik van het hulpwerkwoord worden de voorkeur boven zijn, omdat het in de rest van deze zin geuite imperfectieve aspect van bouwen zo beter wordt verwoord. In andere gevallen is de keuze van het zelfstandig werkwoord volledig bepalend voor het telische dan wel atelische karakter van de zin. Op deze manier worden telische werkwoorden onderscheiden van atelische; telische werkwoorden drukken over het algemeen handeling met een bepaald eindpunt (het doel) uit, terwijl een door middel van een atelisch werkwoord uitgedrukte handeling geen duidelijk eindpunt heeft.   

## Kwantisering / cumulativiteit
Het onderscheid tussen teliciteit en ateliciteit is door taalkundige Manfred Krifka door middel van algebraïsche termen afgebakend. In dit verband worden telische zinnen als gekwantiseerd beschouwd, terwijl atelische zinnen worden gedefinieerd in termen van cumulatieve referentie. Vertaald in termen van de logica betekent dit dat een taaluiting P in principe kwantiseerbaar is als ze voldoet aan de volgende definitie:
- Als x kan worden beschreven door P en y kan ook worden beschreven door P, dan maakt x in mereologisch opzicht geen deel uit van y.

In de zin Jan heeft twee huizen gebouwd is twee huizen gebouwd kwantiseerbaar en dus telisch, omdat de beschreven handeling kan worden opgesplitst in twee afzonderlijke handelingen ("een huis gebouwd"). De voltooiing van elk van deze handelingen afzonderlijk staat volledig los van die van de andere; sterker nog, de beide voltooiingen sluiten elkaar zelfs min of meer uit wanneer één bepaald tijdstip als uitgangspunt wordt genomen. Anders is dit met een taaluiting als Hij slenterde maar wat rond; de door middel van werkwoord rondslenteren beschreven handeling kan weliswaar ook in allerlei afzonderlijke componenten (bijvoorbeeld x en y) worden opgesplitst, maar in dit geval zal de uitkomst van "x + y" in mereologisch opzicht steeds identiek zijn aan P. 
Als Jan bijvoorbeeld van twaalf tot een uur 's nachts rondslentert (x) en dit van een tot twee uur nog steeds doet (y), vormen x en y samen een duidelijke mereologische eenheid, want de uitkomst is nog steeds "rondslenteren". De som van "een huis gebouwd op tijdstip A" en "een huis gebouwd op tijdstip B" kan daarentegen niet worden gedefinieerd als "een huis gebouwd".